# Parvovirose
Parvovirose is een ziekte die door een parvovirus wordt veroorzaakt. Bij mensen veroorzaakt parvovirus B19 de vijfde ziekte, maar de ziekte is vooral bij honden en katten bekend. Het virus komt bij veel diersoorten voor, maar de virussen kunnen meestal niet van een diersoort naar een andere overgaan. Veel diersoorten hebben een voor die soort specifieke variant van het parvovirus, sommige zelfs meer dan een. Parvovirose komt bijvoorbeeld ook bij varkens en enkele soorten apen voor.
Parvovirose veroorzaakt bij honden vooral stoornissen van de spijsvertering.